# Балашовское высшее военное авиационное училище лётчиков
Балашовское высшее военное авиационное училище лётчиков имени Главного маршала авиации А. А. Новикова (Балашовское ВВАУЛ) — лётное училище в городе Балашов Саратовской области. На протяжении второй половины XX века являлось единственным профильным учебным заведением СССР (а затем России) в сфере подготовки лётчиков для транспортной авиации.
Училище существовало с 1930 года, в 2002 году было реорганизовано в Балашовский учебный авиационный центр (785-й УАЦ) — 4 авиационный факультет Краснодарского военного авиационного института.
В советский и постсоветский периоды лётная подготовка курсантов училища велась в пяти учебных авиационных полках: в Балашове на транспортных самолётах Ан-26 (606-й учебный авиационный полк, существует поныне), в Ртищеве (666-й учебный авиационный полк, существует поныне) на самолётах Л-29 и Петровске (478-й учебный авиационный полк, расформирован в 1998 г.) на пассажирских самолётах Ан-24. Во времена распада СССР Ртищево и Петровск перевооружили на Л-410УВП-Э. Позднее лётное обучение проводилось в Ряжске и Мичуринске (644-й УАП, существует поныне) на учебных самолётах Л-39.

## История
- 22 октября 1930 приказом № 108 по Главной инспекции ГВФ в Балашове создана 3-я Объединённая школа пилотов и авиационных техников ГВФ (обучение лётчиков и техников на самолётах Р-1, У-2, Р-5).
- Сентябрь 1939 — на базу Балашовского лётного училища ГВФ прибыла 27-я летная школа ВВС из Читы. Формируется Балашовская военная авиационная школа (подготовка лётчиков на самолёт СБ, а с осени 1941 — на самолёт Ил-2).
- С 1.04.1940 Приказом НКО № 008 от 14.03.1940 увеличивается на одну учебную эскадрилью.
- 1 мая 1944 — постановлением ГКО от 22 декабря 1943 создана 2-я Балашовская военная авиационная школа пилотов (подготовка лётчиков на самолёт Пе-2).
- 25 июля 1945 — переименована во 2-е Балашовское военное авиационное училище лётчиков ВВС КА.
- 5 января 1948 — переименовано в Балашовское военное авиационное училище лётчиков-бомбардировщиков дальней авиации ВС СССР (подготовка лётчиков на самолёт Ил-4).
- 5 июня 1954 — переименовано в Балашовское военное авиационное училище лётчиков (подготовка лётчиков на самолёт Ли-2 для дальней и транспортной авиации).
- 25 мая 1959 — преобразовано в высшее и получило наименование Балашовское высшее военное авиационное училище летчиков (подготовка лётчиков на самолёт Ил-14).
- 1968 — перешло на подготовку лётчиков на самолёт Ан-26.
- 14 мая 1977 — присвоено имя Главного маршала авиации А. А. Новикова.
- 1995 — начало готовить лётчиков для военно-транспортной, транспортной, дальней бомбардировочной, противолодочной и морской ракетной авиации ВВС РФ, а также для других министерств и ведомств.
- Август 1998 — переименовано в Балашовский военный авиационный институт.
- 1 сентября 2002 — реорганизован в Балашовский УАЦ — 4 авиационный факультет Краснодарского военного авиационного института.

## Названия училища
- 3-я Объединенная школа пилотов и авиационных техников ГВФ (Приказ № 108 от 22.10.1930 по Главной инспекции ГВФ)
- Балашовская военная авиационная школа (приказ НКО СССР № 0134 от 17.08.1939)
- Балашовская военная школа пилотов (Приказ НКО № 0195 от 24.08.1940)
- Балашовская военная авиационная школа пилотов (Приказ НКО № 049 от 05.02.1941)
- 2-е Балашовское военное авиационное училище лётчиков ВВС КА (25.07.1945)
- Балашовское военное авиационное училище летчиков ВВС ВС (Приказ МВС СССР № 059 04.09.1947)
- Балашовское военное авиационное училище лётчиков-бомбардировщиков дальней авиации ВС СССР (05.01.1948)
- Балашовское военное авиационное училище лётчиков (05.06.1954)
- Балашовское высшее военное авиационное училище летчиков (25.05.1959)
- Балашовское высшее военное авиационное училище летчиков им. Главного маршала авиации А. А. Новикова (Постановление Совета министров СССР № 409 от 19.05.1977)
- Балашовский военный авиационный институт (01.08.1998)
- Балашовский УАЦ — 4 авиационный факультет Краснодарского военного авиационного института (01.09.2002)

## Начальники
- Блинов Павел Александрович (22.11.1930—31.01.1931)
- Трофимов Семён Иванович (31.01.1931—2.02.1932)
- Скворцов Иван Фёдорович  (02.02.1932—07.05.1932)
- Уркевич П. М. (07.05.1932—03.10.1935)
- Бачкарев Н. С. (03.10.1935—01.03.1937)
- Мишура И. К. (01.03.1937—8.11.1937)
- Калинин А. И. (08.11.1937—1939)
- Тихомиров Михаил Иванович  (1939—1941), полковник
- Троян, Алексей Петрович (1941), подполковник
- Пушкарёв Николай Фёдорович (1941), подполковник
- Орадовский Аркадий Зиновьевич (1941), полковник
- Пуцикин Илья Петрович (1941), полковник
- Пушкарёв Николай Фёдорович (20.11.1941—01.08.1943), подполковник
- Вервер Николай Антонович (01.08.1943—29.12.1944), полковник
- Ошурков Леонид Яковлевич (29.12.1944—16.03.1945), полковник
- Маслов Пётр Никитич (16.03.1945—16.11.1946), полковник
- Соколов Алексей Николаевич (16.11.1946—23.12.1949), генерал-майор авиации
- Гусаров Николай Сергеевич (1949—1953), полковник
- Афонин Николай Григорьевич (1953—1964), генерал-майор авиации
- Лобарев Иван Филиппович (1964—1968), генерал-лейтенант авиации
- Горбачев Владимир Александрович (1968—1973), генерал-майор авиации
- Вертель Николай Федосович (1973—1986), генерал-майор авиации
- Власинкевич Константин Владимирович (1986—1991), генерал-майор авиации
- Безруких Алексей Ипполитович (1991—2003), генерал-майор

## Известные выпускники
В 1932 году в составе 2-го выпуска школы её окончил С.Я. Клебанов — прототип каверинского Сани Григорьева из романа «Два капитана».
В 1937 году Балашовскую школу пилотов Гражданского воздушного флота окончил Леонид Никитович Хрущёв, погибший в воздушном бою в 1943 году.
Выпускники — Герои Советского Союза, более 130 человек
- Кретов Степан Иванович
- Кунгурцев Евгений Максимович
- Прохоров Алексей Николаевич
- Коваленок Владимир Васильевич

Выпускники — Герои Российской Федерации
- Андронов, Анатолий Васильевич
- Дейнекин, Пётр Степанович, главнокомандующий ВВС России
- Епанешников, Александр Николаевич
- Зеленко, Андрей Жаннович
- Зеленов, Евгений Алексеевич
- Копыркин Анатолий Степанович
- Мезох, Владимир Чемгуевич
- Хайруллин, Газинур Гарифзянович
- Гладков, Владимир Владимирович, рекордсмен России по продолжительности полета на тепловом аэростате
- Федяев Андрей Валерьевич (космонавт-испытатель)